# Tehuantepec-Hase
Der Tehuantepec-Hase (Lepus flavigularis) ist eine Säugetierart aus der Gattung der Echten Hasen innerhalb der Hasentiere. Sein Verbreitungsgebiet ist auf ein sehr kleines Gebiet im Süden Mexikos beschränkt.

## Merkmale
Der Tehuantepec-Hase erreicht eine Körperlänge von 56,5 bis 61,0 Zentimetern und eine Schwanzlänge von 6,5 bis 9,5 Zentimetern. Die Füße sind 11,5 bis 13,4 Zentimeter lang und die Ohren 10,7 bis 11,9 Zentimeter. Die Körperfarbe ist hell ockerfarben bis sandbraun mit schwarzer Einstreuung. Auch die Ohren sind sandfarben, besitzen am oberen Ende jedoch im Gegensatz zum Weißflankenhasen (Lepus callotis) einen schwarzen Fleck an der Spitze. Der Nacken ist durch zwei dunkle Streifen und einen dazwischenliegenden sandfarbenen Streifen gezeichnet, die hinter den Ohren entspringen. Die Kehle ist gelblich, der Bauch und die Flanken sind wie beim Weißflankenhasen weiß und der Hinterleib ist eisengrau.

## Verbreitung und Lebensraum

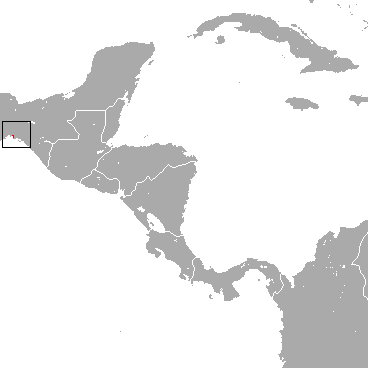
Verbreitungsgebiet des Tehuantepec-Hasen

Das Verbreitungsgebiet des Tehuantepec-Hasen beschränkt sich auf ein sehr kleines Gebiet im südlichen Mexiko am Isthmus von Tehuantepec. Es reicht von Salina Cruz im Bundesstaat Oaxaca bis zum äußersten Westen des Bundesstaats Chiapas, wobei die Art in letzterem in den letzten Jahren nicht mehr gesichtet wurde. Das bekannte Verbreitungsgebiet umfasst damit eine Fläche von etwa 150 km2, wobei die reale Verbreitung wahrscheinlich maximal 100 km2 beträgt. Historisch wird ein Gesamtverbreitungsgebiet von maximal 5.000 km2 Größe angenommen.
Der Tehuantepec-Hase lebt vor allem im küstennahen Flachland bis in Höhen von maximal 500 Metern. Dabei beschränkt sich sein Lebensraum auf offenes Grasland mit Gebüschen und Kakteen von Arten wie Byrsonima crassifolia, Opuntia decumbens, Opuntia tehuantepecana und Bäumen wie Crescentia oder der mexikanischen Palme Sabal mexicana sowie grasbewachsene Dünen. Vorherrschende Gräser sind Arten der Gattungen Paspalum und Bouteloua. Diese Lebensräume reichen nie weiter als vier bis fünf Kilometer von der Küste des Golfs von Tehuantepec in das Hinterland.

## Lebensweise
Der Tehuantepec-Hase ist strikt dämmerungs- und nachtaktiv und damit erst abends und in der Nacht auf Nahrungssuche. In seinem Verbreitungsgebiet ist er teilweise sympatrisch mit dem Florida-Waldkaninchen (Sylvilagus floridanus). Wie andere Hasenarten ernähren sich auch die Tehuantepec-Hasen vegetarisch von Gräsern und anderen grünen Pflanzen.

### Fortpflanzung
Über die Fortpflanzung des Hasen liegen nur wenige Daten vor. Die Paarungszeit reicht wahrscheinlich von Februar bis Dezember mit einem Höhepunkt zur Regenzeit zwischen Mai und Oktober. Die Tiere sind wahrscheinlich polygam. Die Weibchen bringen pro Wurf zwischen einem und vier, in der Regel zwei Jungtiere zur Welt. Die zu Grunde liegenden Daten stammen allerdings nicht aus Beobachtungen, sondern wurden durch Untersuchungen an konservierten Museumsexemplaren an der Universidad Nacional Autónoma de México gewonnen. Nach sechs bis sieben Monaten erreichen die Tiere die Geschlechtsreife.

## Systematik
Der Tehuantepec-Hase wird als eigenständige Art den Echten Hasen (Gattung Lepus) zugeordnet. Eine nahe Verwandtschaft besteht wahrscheinlich zum Weißflankenhasen (Lepus callotis), dem er in seinem Aussehen ähnelt, und dem Eselhasen (Lepus californicus).

## Gefährdung und Schutz
Die Art wird von der International Union for Conservation of Nature and Natural Resources (IUCN) aufgrund der Bestandsgröße und des sehr eingeschränkten Lebensraums als „gefährdet“ (Endangered) eingeschätzt. Der Rückgang des Bestandes aufgrund der fortschreitenden Lebensraumzerstörung durch Umwandlung in landwirtschaftliche Flächen liegt über die letzten Jahre bei mehr als 50 % und das Vorkommen der Art ist heute auf ein Gebiet von maximal 100 km2 beschränkt. Insgesamt existieren nur vier isolierte und sehr kleine Populationen des Tehuantepec-Hasen und die Gesamtpopulation wird auf weniger als 1.000 Individuen geschätzt.